# Papuagrion corruptum
Papuagrion corruptum är en trollsländeart som beskrevs av Maurits Anne Lieftinck 1938. Papuagrion corruptum ingår i släktet Papuagrion och familjen dammflicksländor. Inga underarter finns listade i Catalogue of Life.